# Hodějov
Hodějov je malá vesnice, část obce Hoslovice v okrese Strakonice v Jihočeském kraji. Nachází se asi dva kilometry severně od Hoslovic. Je zde evidováno 42 adres. V roce 2011 zde trvale žilo 59 obyvatel.
Hodějov je také název katastrálního území o rozloze 3,73 km².

## Historie
První písemná zmínka o vesnici pochází z roku 1327.

## Obyvatelstvo
| Rok            | 1869 | 1880 | 1890 | 1900 | 1910 | 1921 | 1930 | 1950 | 1961 | 1970 | 1980 | 1991 | 2001 | 2011 | 2021 |
| -------------- | ---- | ---- | ---- | ---- | ---- | ---- | ---- | ---- | ---- | ---- | ---- | ---- | ---- | ---- | ---- |
| Počet obyvatel | 215  | 227  | 242  | 242  | 253  | 218  | 203  | 154  | 161  | 137  | 105  | 76   | 65   | 59   | 62   |
| Počet domů     | 31   | 34   | 39   | 40   | 40   | 40   | 39   | 42   | 49   | 36   | 31   | 35   | 37   | 37   | 38   |

## Obecní správa
Při sčítání lidu v letech 1850–1963 Hodějov byl samostatnou obcí v okrese Strakonice. Od roku 1964 je částí obce Hoslovice v okrese Strakonice. V letech 1930–1963 k obci patřil Škrobočov.

## Pamětihodnosti
- Tvrz Hodějov

## Galerie

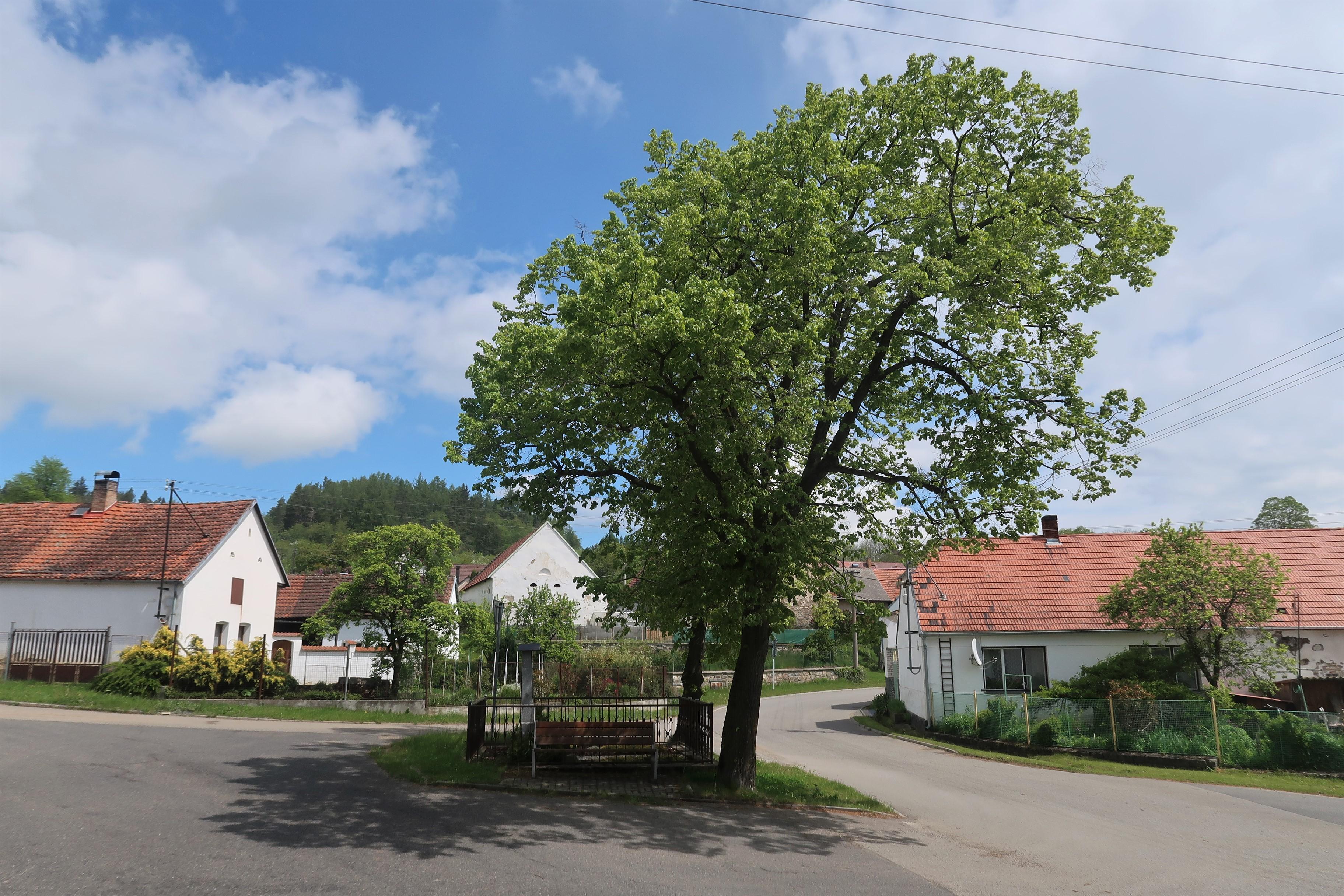
Náves v Hodějově
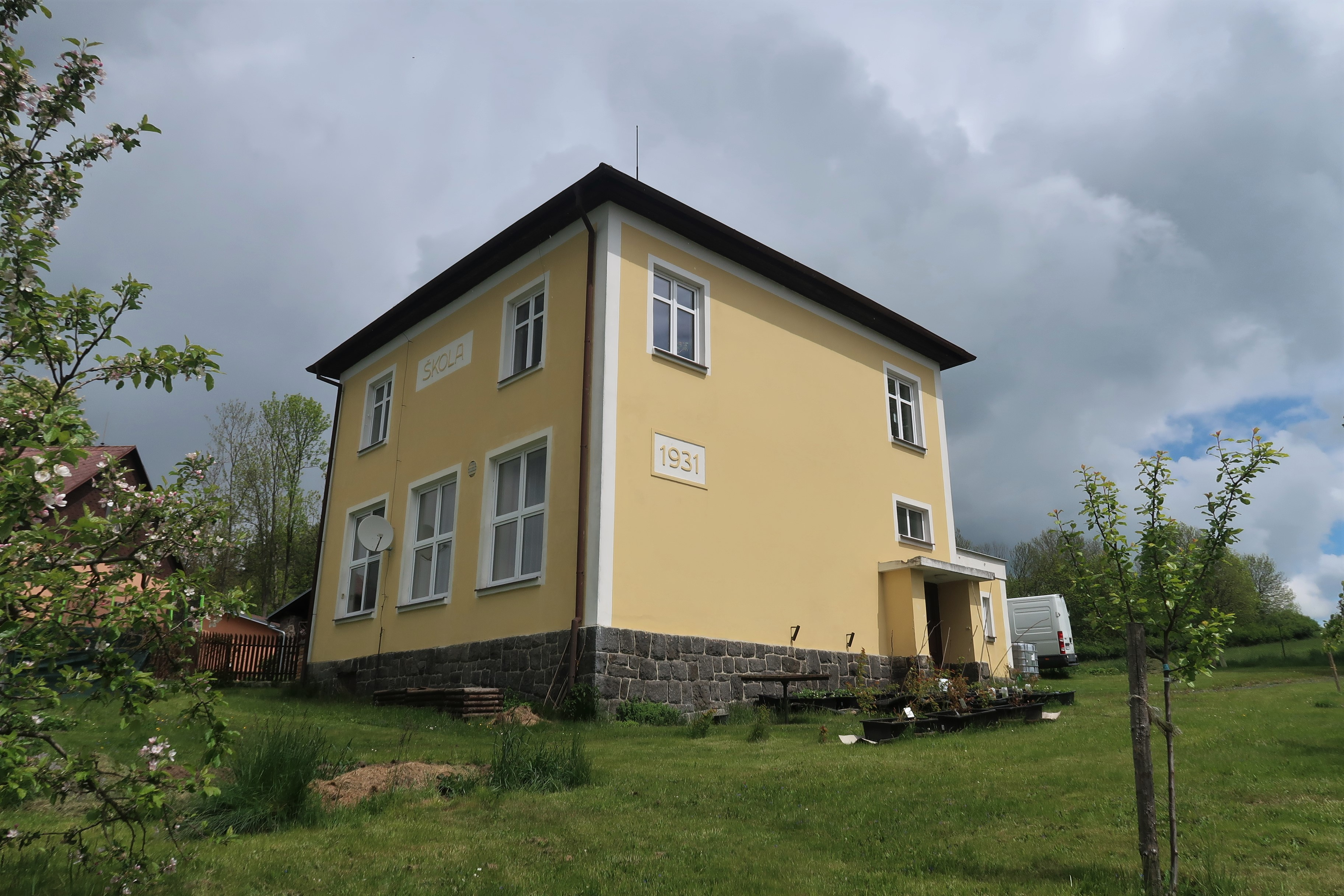
Budova bývalé školy v horní části obce
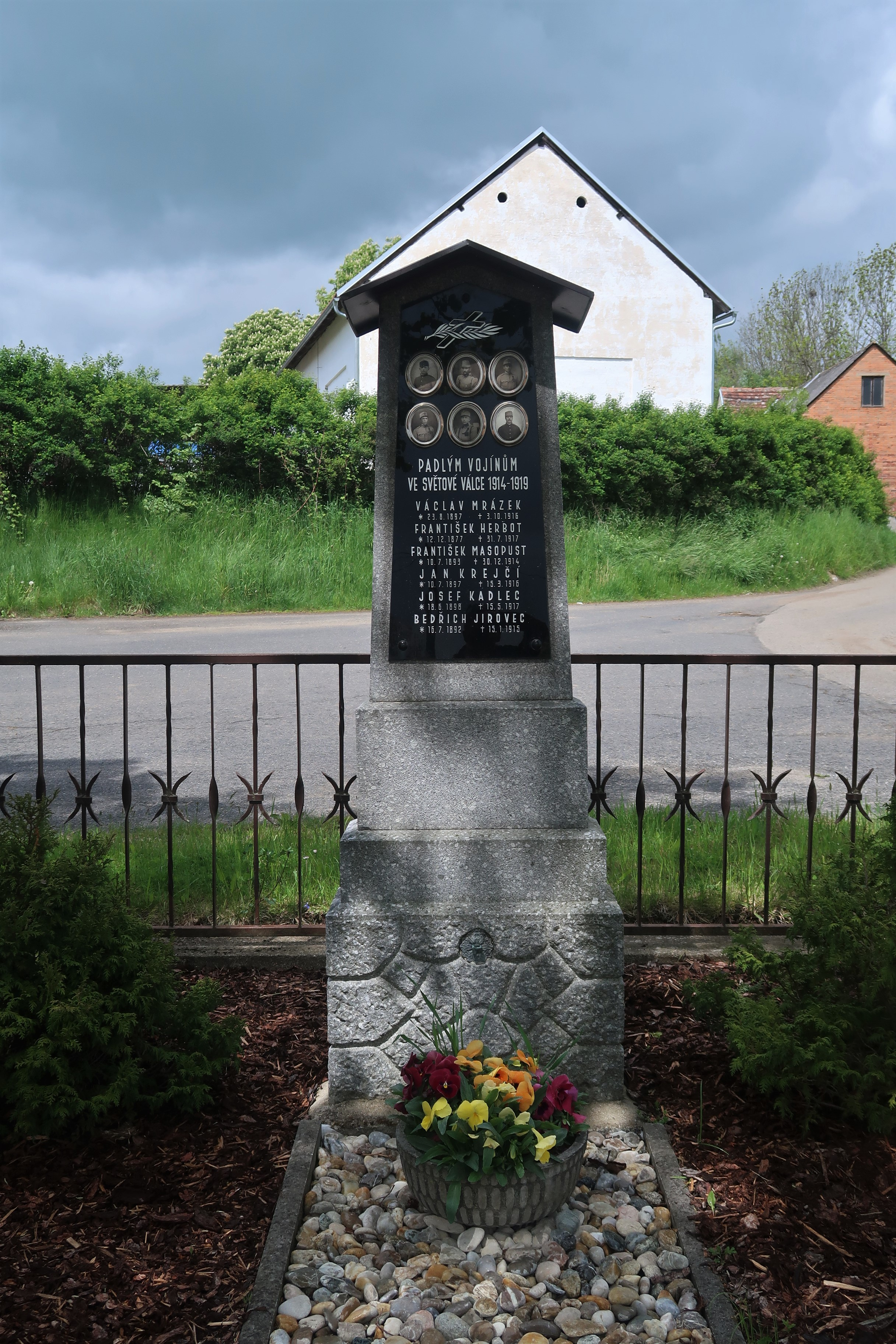
Památník obětem první světové války na návsi
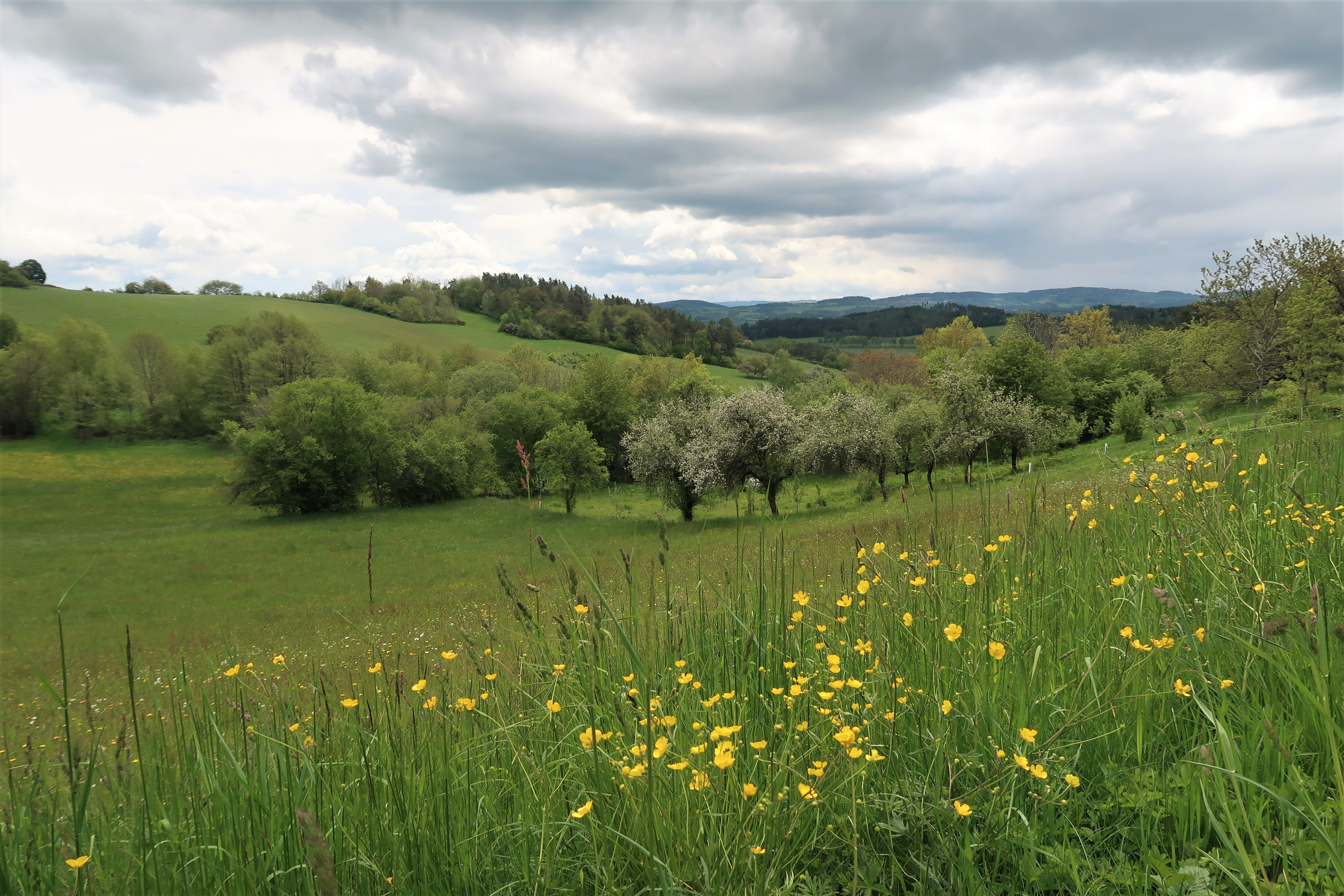
Krajina nad Hodějovem cestou do Škrobočova